# ألبرت جي. جنكينز
ألبرت جي. جنكينز (بالإنجليزية: Albert Gallatin Jenkins) هو محامي وسياسي أمريكي، ولد في 10 نوفمبر 1830 في مقاطعة كابيل في الولايات المتحدة، وتوفي في 21 مايو 1864 في الولايات المتحدة. حزبياً، نشط في الحزب الديمقراطي. وقد انتخب عضو مجلس نواب الولايات المتحدة عن ولاية فرجينيا وانتخب عضو مجلس النواب الأمريكي.